# Бишкураевский сельсовет (Туймазинский район)
Бишкураевский сельсовет — муниципальное образование в Туймазинском районе Башкортостана.
Административный центр — село Бишкураево.

## История
Согласно «Закону о границах, статусе и административных центрах муниципальных образований в Республике Башкортостан» имеет статус сельского поселения.

## Население
| 2002  | 2009  | 2010  | 2012  | 2013  | 2014  | 2015  |
| ----- | ----- | ----- | ----- | ----- | ----- | ----- |
| 1802  | ↗1987 | ↗2000 | ↗2012 | ↗2019 | ↘2017 | ↗2034 |
| 2016  | 2017  | 2018  |       |       |       |       |
| ↘2002 | ↗2022 | ↘1964 |       |       |       |       |

## Состав сельского поселения
| № | Населённый пункт   | Тип населённого пункта       | Население |
| - | ------------------ | ---------------------------- | --------- |
| 1 | Бишкураево         | село, административный центр | ↘680      |
| 2 | Туктагулово        | село                         | ↗658      |
| 3 | Ермунчино          | село                         | ↘340      |
| 4 | Булат              | деревня                      | ↗266      |
| 5 | Атык               | деревня                      | ↘37       |
| 6 | Новый Арслан       | деревня                      | ↘19       |
| 7 | Малый Тукмак-Каран | деревня                      | ↘0        |

## Известные уроженцы
- Ахмет Шакири (1920—1941) — советский башкирский поэт, переводчик[16].
- Ишкильдин, Люцир Мирзаянович (род. 20 июля 1939) — бригадир водителей самосвалов Учалинского горно-обогатительного комбината, полный кавалер ордена Трудовой Славы, Почетный горняк СССР (1979)[17][18].
- Сайфуллина, Райса Гарифовна (1932 — 11 октября 2013) — театральная актриса, Заслуженная артистка БАССР (1968), Народная артистка Республики Башкортостан (1986)[19][20].